# CV-181
La carretera CO-3103 es una carretera que comunicará alcolea-Villafranca de Córdoba
La CO-3103 pertenece a la red de carreteras locales de la diputación de Córdoba. Su nombre viene de la CO (que indica que es una carretera autonómica de la Diputación de Córdoba y el 3103, es el número que recibe dicha carretera, según el orden de nomenclaturas locales de las carreteras de la Diputación de Córdoba.
- Datos: Q2932085